# Maria Euphrasia Pelletier

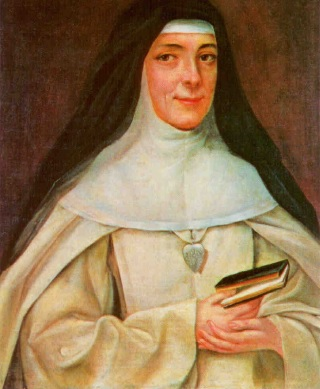
Maria Euphrasia Pelletier

Maria von der heiligen Euphrasia , auch Maria Euphrasia Pelletier, bürgerlicher Name Rose-Virginie Pelletier (* 31. Juli 1796 auf Noirmoutier; † 24. April 1868 in Angers), war eine französische Ordensschwester, Gründerin und Generaloberin der Schwestern vom Guten Hirten. Sie wird von der römisch-katholischen Kirche als Heilige verehrt.

## Leben und Wirken
Rose-Virginie Pelletier wurde als achtes Kind von Anna und Julien Pelletier auf der Atlantikinsel Noirmoutier geboren. Im Jahre 1805 starb der Vater, fünf Jahre später zog die Mutter mit der Familie nach Soullans. Rose-Virginie besuchte ein Mädchenpensionat in Tours. Das Leben im Pensionat und der Tod der Mutter im Jahre 1813 weckten in Rose-Virginie den Wunsch, einem Kloster beizutreten, und sie nahm Kontakt zu den auf den heiligen Johannes Eudes zurückgehenden Schwestern Unserer Lieben Frau von der Nächstenliebe auf, deren Mutterhaus direkt neben dem Pensionat lag. Sie trat der Kongregation am 20. Oktober 1814 bei, wurde am 6. September 1815 eingekleidet und erhielt den Ordensnamen Maria von der heiligen Euphrasia. Die Profess legte sie im Jahr 1817 ab. Sie nahm in der Kongregation, die sich besonders in Schwierigkeiten geratenen jungen Frauen und ehemaligen Prostituierten annahm, eine Tätigkeit als Erzieherin an.
Bereits 1825 wurde die 29 Jahre alte Sr. Maria Euphrasia vom Konvent zur Nachfolgerin der Oberin Hippolyt gewählt, obwohl sie das nach den Konstitutionen dazu notwendige Alter von 40 Jahren noch nicht erreicht hatte und eine Dispens zur Ausübung des Amtes benötigte. Im selben Jahr gründete sie die Gesellschaft der Magdalenerinnen, in der bußfertige Frauen aufgenommen wurden und der sie ab 1831 vorstand.
1828 erhielt der Bischof von Angers ein Legat über 30.000 Francs, mit dem eine Zuflucht für in Not geratene Frauen gegründet werden sollte. Er übertrug die Aufgabe an Sr. Maria Euphrasia, die 1829 nach Angers reiste und in einer ehemaligen Kattunfabrik das Kloster vom Guten Hirten einrichtete und am 31. Juli 1829 seiner Bestimmung übergab. Nach Einsetzung der Oberin Sr. Paul Bodin kehrte Maria Euphrasia nach Tours zurück. Schwester Paul war der Aufgabe des weiteren Aufbaus des Klosters jedoch nicht gewachsen und Maria Euphrasia wurde nach Angers zurückberufen. Zur effektiveren Verwaltung und Arbeit des Ordens gründete sie 1831 ein Generalat mit Mutterhaus in Angers, dem alle weiteren Niederlassungen unterstellt werden sollten. Damit wurde die Gemeinschaft de facto neu gegründet. Deshalb bezeichnet die Kongregation 1831 als ihr Gründungsjahr. Am 16. Februar 1835 erhielt sie die päpstliche Approbation, Sr. Maria Euphrasia wurde als Generaloberin bestätigt. Bis zu ihrem Tod wurden weltweit 110 neue Niederlassungen gegründet, die erste deutsche Niederlassung entstand 1840 in München.
Maria Euphrasia wurde 1933 seliggesprochen, ihre Heiligsprechung durch Papst Pius XII. erfolgte am 2. Mai 1940. Ihr Gedenktag ist der 24. April.